# Kragenäsvarvet
Kragenäsvarvet var ett litet träbåtvarv i Brevik i Lidingö, som grundades av en båtbyggare Sundström på 1920-talet. Det låg vid stranden av Norrviken, strax väster om Kragenäsbadet, nedanför dagens stora Kragenäsvillor. Till det lilla varvet gick en gångstig från Kragenäs gård.
Familjen Sundström, med två söner, drev Kragenäsvarvet med båtreparationer, ombyggnad av småbåtar och enstaka nybyggen, kompletterat med andra snickerijobb. Varvet lades troligen ned i slutet av 1940-talet. 